# St. Theresia vom Kinde Jesu (Finow)

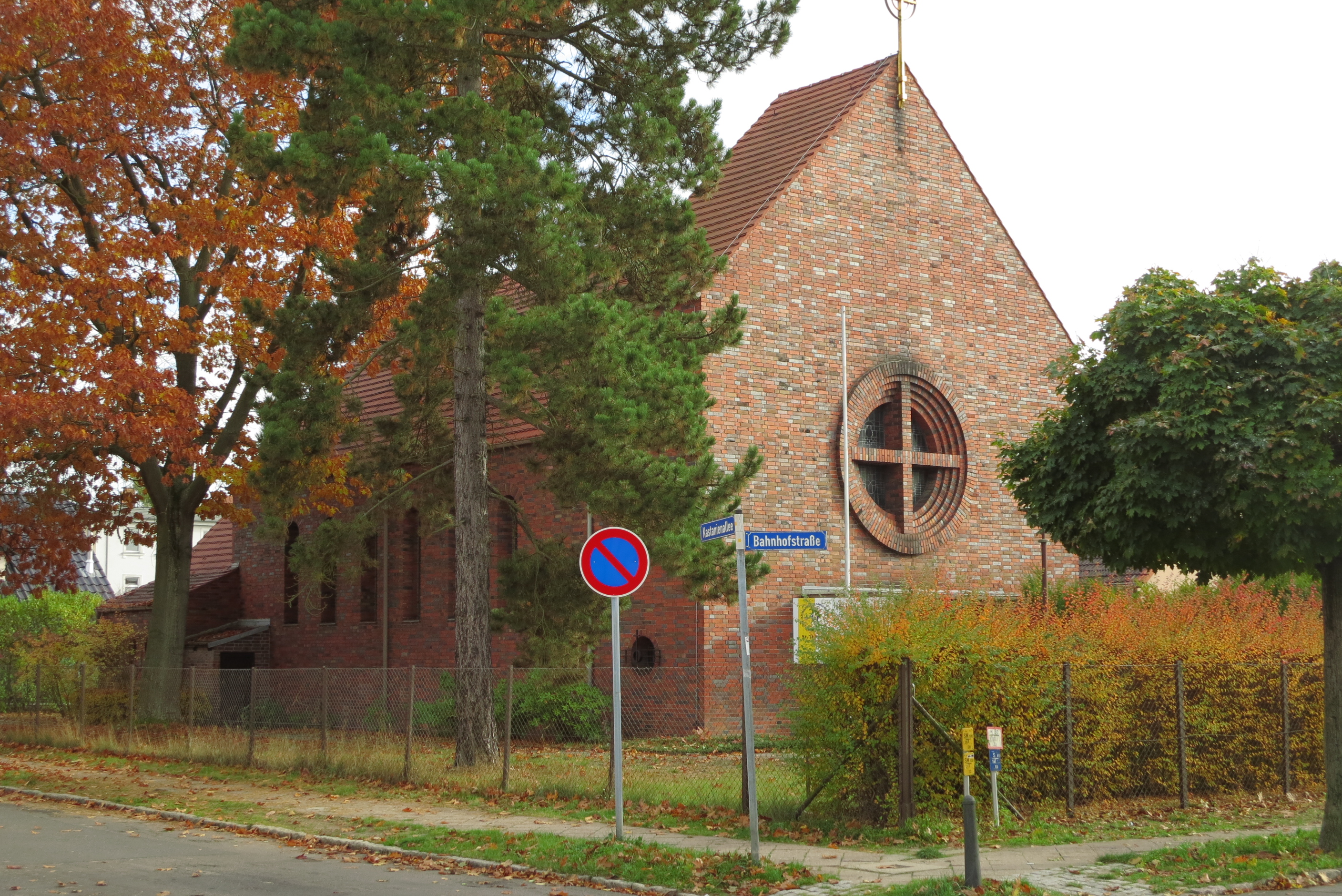
Ansicht von Nordwesten

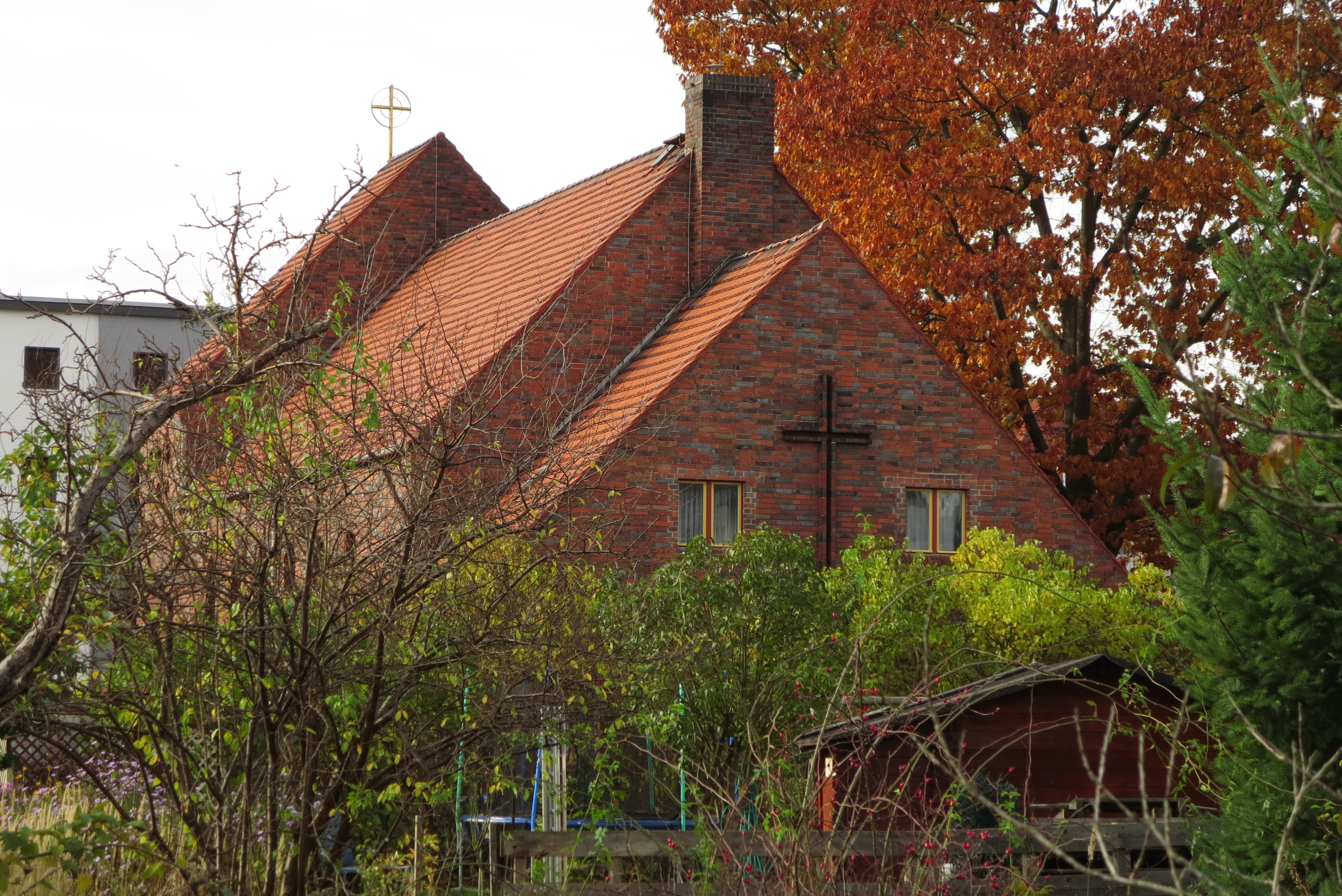
Ansicht von Südosten

St. Theresia vom Kinde Jesu ist die römisch-katholische Kirche in Finow, einem Stadtteil von Eberswalde, der Kreisstadt des Landkreises Barnim im Nordosten des Landes Brandenburg. Die nach der heiligen Therese von Lisieux benannte Kirche gehört zur Pfarrei Hl. Christophorus mit Sitz in Barnim im Erzbistum Berlin. Das Kirchengebäude steht als Baudenkmal unter der Erfassungsnummer 09175571 unter Denkmalschutz.

## Geschichte
Am 21. Mai 1934 wurde der Grundstein der Kirche durch Bischof Nikolaus Bares gelegt, und schon am 28. Juli wurde das Richtfest gefeiert. Bischof Nikolaus Bares vollzog die Kirchweihe am 18. November 1934. Damals gehörten rund 450 Mitglieder zur katholischen Gemeinde Finow. Zuvor bestand in Finow bereits eine Notkirche in einer Baracke, die vom Messingwerk Finow zur Verfügung gestellt wurde.
Nach der Liturgiereform des Zweiten Vatikanischen Konzils wurde 1975 der Altarraum umgestaltet, der bisherige Tabernakel wurde auf einem Sockel platziert.
Zum 1. November 2003 fusionierten die vier katholischen Gemeinden aus Bad Freienwalde (Maria, Hilfe der Christen), Eberswalde (St. Peter und Paul), Finow (St. Theresia vom Kinde Jesu) und Wriezen (St. Laurentius) zur Pfarrgemeinde St. Peter und Paul Eberswalde. Am 1. Januar 2021 fusionierte die Pfarrei St. Peter und Paul (Eberswalde) mit den Pfarreien Herz Jesu (Bernau), Mater Dolorosa (Berlin-Buch) und St. Konrad (Wandlitz) zur Pfarrei Heiliger Christophorus Barnim. Die Pfarrkirche ist die Herz-Jesu-Kirche in Bernau.

## Lage, Architektur und Ausstattung
Die geostete Kirche wurde nach Plänen des Architekten Josef Bachem aus Berlin erbaut. Ein zuvor von Carl Kühn erstellter Entwurf wurde nicht realisiert. Das Gotteshaus steht auf dem Grundstück Bahnhofstraße 5, an der Ecke zur Kastanienallee.
Die kleine Saalkirche wurde in Massivbauweise errichtet und mit rotem Klinker versehen. Sie ist mit einem Satteldach eingedeckt und zeigt nebeneinander moderne und traditionelle Formen. Im Westturm ist über dem Eingangsportal ein Rundfenster mit einem Kreuz aus Ziegeln eingelassen. Odo Tattenpach schuf die Fenster der Kirche.
Der Innenraum wird von einer Flachdecke abgeschlossen. Die Statuen an den Seitenwänden zeigen Jesus Christus mit seinem Heiligsten Herz sowie die heiligen Antonius von Padua, Bonifatius, Elisabeth von Thüringen, Franz von Assisi, Josef von Nazaret und Maria (Mutter Jesu). In die Seitenwände sind auch die Kreuzwegstationen eingelassen, die 1938 geschaffen wurden. Der ursprüngliche Flügelaltar wurde 1946 durch Theodor Nüttgens neu ausgemalt. Sein festes Mittelteil zeigt, wie auch bereits die ursprüngliche Fassung, die Kreuzigungsgruppe. Auf den beiden Seitenflügeln sind heute Szenen aus dem Leben der heiligen Theresia vom Kinde Jesu dargestellt, wobei auf dem linken Flügel auch die Finower Kirche zu sehen ist.

## Orgel
Die Orgel aus der Eberswalder Orgelbauwerkstatt wurde 1983 von Ulrich Fahlberg als Opus 30 angefertigt. Das Instrument hat sieben Register auf einem Manualwerk und Pedal. Die Disposition lautet:
| I Manual C–f3 |       |
| Gedackt       | 8′    |
| Prinzipal     | 4′    |
| Holzflöte     | 4′    |
| Gemshorn      | 2′    |
| Quinte        | 1 ⁄3′ |
| Mixtur III    |       |

| Pedal C–f1 |     |
| Subbaß     | 16′ |

- Koppeln: I/P